# Nerea Ubieto
Nerea Pérez García (Zaragoza, 26 de junio de 1984) conocida como Nerea Ubieto, es una gestora cultural y crítica de arte española especializada en arte contemporáneo. Trabaja como comisaria independiente creando principalmente proyectos relacionados con artistas de su generación.

## Formación
Nerea Ubieto se licenció en Historia del Arte por la Universidad de Zaragoza en los años 2002-2007. Se trasladó a Madrid para estudiar un máster en Mercado del Arte, tasación y crítica en el instituto IART de Madrid entre 2008 y 2009. Posteriormente, obtuvo el diploma de Crítica de Arte y Gestión Curatorial por el Instituto de Estudios Críticos de México. Continuó ampliando estudios tomando los cursos de comisariado de la Casa Encendida en 2013 y 2014. A su vez, fue asistiendo a talleres especializados impartidos por relevantes personas del arte contemporáneo como en 2013 el Taller de pensamiento y prácticas artísticas con Isidoro Valcárcel Medina, en 2015 el titulado El cuerpo comisarial con Manuel Segade entre otros.

## Trayectoria profesional
Ubieto trabaja como comisaria independiente, gestora y crítica en diversas publicaciones de arte. Ejerce de docente en el Máster de Fotografía y Gestión de Proyectos de la escuela internacional de fotografía y cine Efti y a distancia, en el Centro Cultural de España en Paraguay. Ha asistido a múltiples talleres, aplicando sus conocimientos adquiridos en los talleres, en diversos talleres impartidos por ella misma. Ha dirigido el ciclo de talleres A ver si nos aclaramos (Performance, Feminismos y Compromiso animal) para el Ministerio de Cultura de España en 2018. Colabora con el programa cultural de televisión española Metrópolis para quien ha realizado los títulos Arte en Estonia, 1+1=1 y Arte Entrometido. Gran conocedora del arte que se crea entre los artistas de su generación, establece con ellos diálogos que generan proyectos conjuntos como Mystery Magnet en el Museo Domus Artium de Salamanca, Paisajes especulativos en el Museo de Teruel, One Project de Art Madrid o Artfulness en el Centre del Carme, Valencia.
Son varios medios los que la han entrevistado ofreciendo la posibilidad de exponer sus opiniones e intereses, siendo una oportunidad de conocer a Ubieto y leer como se define a sí misma, como en la entrevista realizada por la revista M Arte y Cultura visual de la asociación MAV, así como en el programa de Radio Televisión Española Metrópolis.

En una entrevista en El Cultural de El Mundo diceː 
«Conozco la escena de la creación emergente, aquellos que «darán que hablar» porque muchos son amigos". «Mis grandes referentes en el mundo del arte son personas para las que he trabajado»

## Comisariados
Entre los comisariados de exposiciones que ha realizado, se destacan: la proyección Fronteras blandas, que comisarió para La Fábrica, y se expuso en la Fundación Telefónica de Madrid dentro del marco de PHE 2014 y la exposición de vídeoarte realizada en Matadero-Madrid dentro de la programación de la feria de arte contemporáneo Summa 2013. Otros títulos Return Flight Tickets en la galería Max Estrella (Madrid), La amenaza invisible en Sala Amadis (Madrid); El lugar donde vivo en Galería Ponce Robles (Madrid) o Keep calm and carry on, inaugurada en Tabacalera Madrid. Empoderadas en la Casa de la Mujer de Zaragoza.

## Becas y premios
2008 Beca del Instituto IART para la realización del Master en Mercado del Arte
INJUVE 2014 Beca del IV Encontro de Artistas Novos de Galicia. Seleccionada como comisaria Referencias.
Finlandia 2014 Beneficiaria de la ayuda para comisarios jóvenes del Instituto de la Juventud.
2015 Residencia internacional Curatorial Program of Research en Estonia.
2016 Ganadora del Primer Premio del CPR Curatorial Program of Research.
2016 Beca de residencia para comisarios de la Comunidad de Madrid.
2017 V.O.Convocatoria de Comisariado Comunidad Valenciana (CMCV)